# Dicranucha albicincta
Dicranucha albicincta är en fjärilsart som beskrevs av Edward Meyrick 1921. Dicranucha albicincta ingår i släktet Dicranucha och familjen stävmalar. Inga underarter finns listade i Catalogue of Life.